# BMW C evolution
BMW C evolution è il primo scooter elettrico prodotto dal 2014 al 2021 dalla casa motociclistica tedesca BMW Motorrad.

## Descrizione

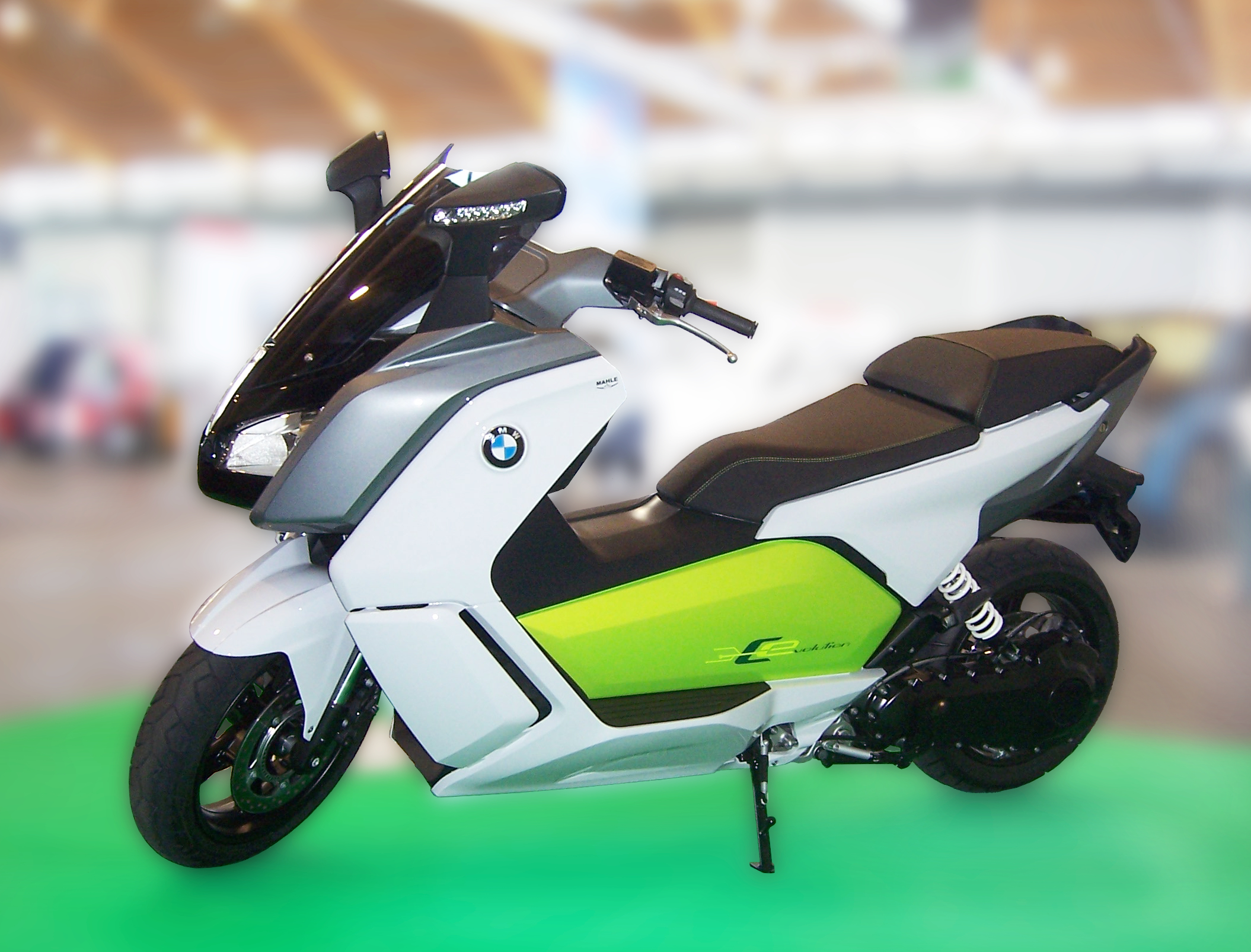

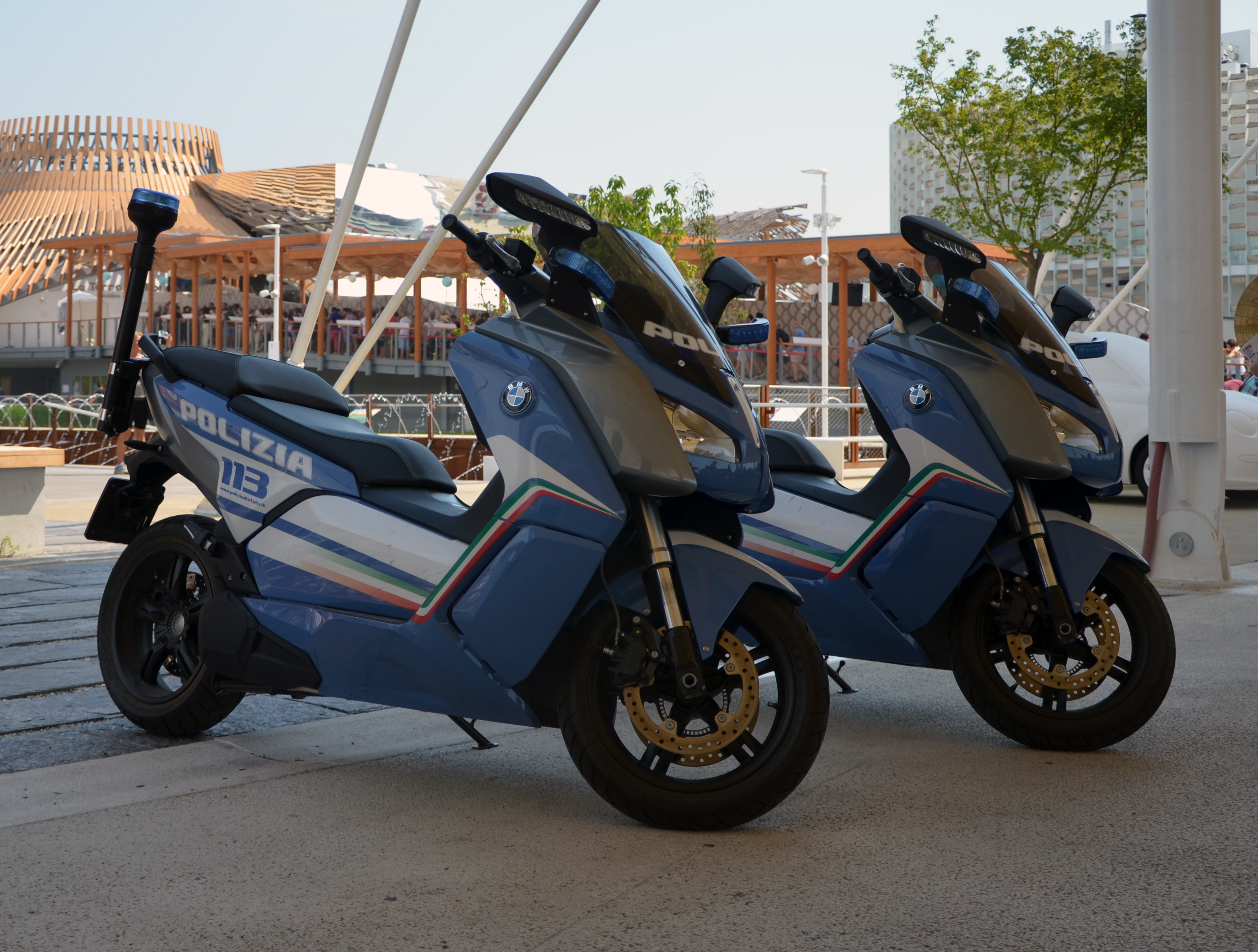
C Evolution in dotazione alla Polizia di Stato

Lo scooter è stato anticipato da due concept: uno chiamato BMW E-Scooter presentato nel 2011 e un secondo chiamato BMW Concept e.
Nel 2012 viene presentato un terzo concept, ancora in fase prototipale ma in gran parte vicino alla versione definitiva, del quale ne viene costruito un piccolo numero di esemplari. La BMW ha messo a disposizione della stampa specializzata cinque di questi prototipi durante le Olimpiadi di Londra del 2012.
Nel settembre 2013 la BMW ha annunciato la versione definitiva, con la produzione in serie prevista per la primavera 2014. Nell'aprile 2014 è iniziata la produzione con un ritmo di dieci scooter al giorno.
Lo scooter condivide il pacco batterie con la BMW i3, con quest'ultime che vengono raffreddata ad aria.
Lo scooter è dotato di quattro modalità di guida: "Road", "Dynamic", "Sail" ed "Eco Pro". In modalità "Eco Pro", la sensibilità dell'acceleratore è ridotta, con l'autonomia che può arrivare a circa 120 km. In modalità "Road" aumenta la sensibilità del comando del gas e la frenata rigenerativa è tarata al 50%, mentre in "Dynamic" c'è la massima sensibilità dell'acceleratore e il livello massimo di recupero dell'energia in frenata, mentre in "Sail" la frenata rigenerativa viene disattivata per privilegiare il veleggiamento.
Lo scooter è stato acquistato e impiegato dalle forze dell'ordine, tra cui quelle italiane e spagnole, come veicolo di pronto intervento o pattugliamento.
Al Salone di Parigi nel settembre 2016, BMW ha presentato la versione Long Range, dotata di nuove batterie con celle più capienti da 94 Ah rispetto alle precedenti che erano da 60 Ah. Ciò ha portato ad un aumentato dell'autonomia a circa 160 km. Inoltre la potenza del motore è stata incrementa a 19 kW. Nel luglio 2021 la BMW ha presentato l'erede del C evolution, la BMW CE 04.